# ずっとずっとトモダチ
「ずっとずっとトモダチ」は、芦田愛菜の2枚目のシングル。2012年5月16日にユニバーサルミュージックから発売された。

## 概要
初回生産限定盤（CD+DVD）、通常盤（CDのみ）の2形態で発売された。
2012年4月2日、レコチョクなど主要サイトにてCD発売に先駆けて着うた配信された。
2012年3月上旬にレコーディングされ2012年5月16日にユニバーサルミュージックから発売（全国発売）。

## 収録曲
全作曲：浅利進吾
1. ずっとずっとトモダチ [4:12]
作詞：浅利進吾・渡辺なつみ、編曲：h-wonder
キーボード、プログラミング：h-wonder、浅利進吾
バイオリン：岡村美央、伊能修
コーラス：芦田愛菜、Pia♡Pia（増田梨沙、早川彩音、永田紗茅、岩田つぶら、清水彩花 (1997年生)、田辺未佳、松藤愛奈、向井萌恵、箭内美羽）、押谷沙樹
  - テレビ東京系アニメ『ジュエルペット きら☆デコッ!』のエンディングテーマ。
  - 東宝系『映画ジュエルペット スウィーツダンスプリンセス』の主題歌。
2. ハッピーラッキー☆ゴー! [3:43]
作詞：浅利進吾・渡辺なつみ、編曲：h-wonder
キーボード、プログラミング：h-wonder、浅利進吾
エレクトリック・ギター：川端良征
コーラス：芦田愛菜、押谷沙樹
  - テレビ東京系アニメ『ジュエルペット きら☆デコッ!』のオープニングテーマ。
3. なないろピクニック [3:31]
作詞・編曲：浅利進吾
キーボード、プログラミング：浅利進吾
コーラス：芦田愛菜、押谷沙樹
  - セブン&アイ・ホールディングス「レッツ! おでかけフェア」CMソング
4. ずっとずっとトモダチ（カラオケ）
5. ハッピーラッキー☆ゴー!（カラオケ）
6. なないろピクニック（カラオケ）

DVD
- ずっとずっとトモダチ（MUSIC VIDEO）
- ずっとずっとトモダチ 振り付き映像
コレオグラファー：濱田“Peco”美和子